# Гіггінс (Техас)
Гіггінс (англ. Higgins) — місто (англ. city) в США, в окрузі Ліпском штату Техас. Населення — 356 осіб (2020).

## Географія
Гіггінс розташований за координатами 36°7′16″ пн. ш. 100°1′39″ зх. д. / 36.12111° пн. ш. 100.02750° зх. д. (36.120995, -100.027432).  За даними Бюро перепису населення США в 2010 році місто мало площу 2,87 км², уся площа — суходіл.

## Демографія
Згідно з переписом 2010 року, у місті мешкало 397 осіб у 189 домогосподарствах у складі 108 родин. Густота населення становила 138 осіб/км².  Було 228 помешкань (79/км²).
Расовий склад населення:
| - 93,7 % — білих - 1,5 % — корінних американців - 2,5 % — осіб інших рас |

До двох чи більше рас належало 2,3 %. Частка іспаномовних становила 6,5 % від усіх жителів.
За віковим діапазоном населення розподілялося таким чином: 20,2 % — особи молодші 18 років, 57,6 % — особи у віці 18—64 років, 22,2 % — особи у віці 65 років та старші. Медіана віку мешканця становила 48,7 року. На 100 осіб жіночої статі у місті припадало 81,3 чоловіків;  на 100 жінок у віці від 18 років та старших — 95,7 чоловіків також старших 18 років.
Середній дохід на одне домашнє господарство  становив 66 749 доларів США (медіана — 54 444), а середній дохід на одну сім'ю — 73 623 долари (медіана — 68 750). Медіана доходів становила 59 375 доларів для чоловіків та 29 375 доларів для жінок. За межею бідності перебувало 4,9 % осіб, у тому числі 2,2 % дітей у віці до 18 років та 4,5 % осіб у віці 65 років та старших.
Цивільне працевлаштоване населення становило 194 особи. Основні галузі зайнятості: сільське господарство, лісництво, риболовля — 25,3 %, освіта, охорона здоров'я та соціальна допомога — 19,6 %, транспорт — 12,9 %, роздрібна торгівля — 11,9 %.